# Alvin Jones (basket-ball)
Pour les articles homonymes, voir Alvin Jones (homonymie) et Jones.
Alvin Robert Lamar Jones III (né le 9 septembre 1978 à Luxembourg) est un joueur de basket-ball luxembourgeois d'origine américaine, évoluant au poste de pivot.